# Камень на сердце
«Камень на сердце» (хинди दाग, англ. Daag: A Poem of Love, досл.: «Пятно позора») — индийская мелодрама режиссёра Яша Чопры, выпущенная в прокат 27 апреля 1973 года. Картина основана на романах Томаса Харди «Мэр Кэстербриджа» и Гульшана Нанды Maili Chandni. «Камень на сердце» стал самым кассовым фильмом года и получил статус «супер-хит». Был представлен на Filmfare Awards в пяти номинациях и победил в двух.
Это был первый фильм Яша Чопры сделанный под баннером его собственной компании Yash Raj Films и первый опыт в качестве продюсера, а также одним из последних кассовых хитов «звезды» Раджеша Кханны. В 1978 году фильм был переснят на языке телугу под названием Vichitra Jeevitham.

## Сюжет
Сония (Шармила Тагор) — сирота, живущая у своих дяди и тёти, тайно встречается с Сунилом (Раджеш Кханна). Едва получив известие о приеме на работу, Сунил просит руки Сонии у её дяди. Тот не имеет ничего против, но его жена уже нашла Сонии жениха. Тогда молодые люди женятся тайно и уезжают в другой город. На ночь они останавливаются в доме работодателя Джагдиша Капура. Утром, как только Сунил уезжает на работу, к Сонии начинает приставать сын хозяина Дхирадж. Вернувшийся за кошельком, Сунил вступается за честь жены и в драке случайно убивает противника. Суд признает его виновным. В тот же день фургон, на котором его увозят из зала суда, попадает в аварию и разбивается.
Сония получает сразу две новости: о том, что её муж погиб, и о том, что она ждёт ребенка. Наслушавшись упреков со стороны тёти, она уходит из дома, никому ничего не сказав. Родив мальчика и назвав его Ринку, она устраивается учительницей в престижную школу на севере Индии. Однако через пять лет администрации школы становится известно о судимости её мужа, и Сонию увольняют. Её приглашает к себе в качестве компаньонки Чандни (Ракхи Гулзар), мать одной из учениц. Её дочь Пинки дружит с Ринку, и женщины тоже скоро становятся подругами.
Наконец домой возвращается, часто бывающий в разъездах, муж Чандни — Сундхир. И Сония с изумлением узнает в нём своего Сунила. Видя, что у её мужа теперь новая семья, она решает уйти с сыном под покровом ночи. Но Сунил останавливает её и рассказывает свою историю.
При аварии фургона выжили только он и заключенный, с которым он был скован. Но тот вскоре утонул, когда они спрыгнули с железнодорожного моста. Освободившись от оков, Сунил вернулся за своей женой, но её дядя не смог сказать, где она сейчас, а тетя донесла на Сунила в полицию. Разыскивая Сонию, Сунил встретился в поезде с Чандни и её больным отцом. Помогая последнему добраться до дома, он узнал, что незамужняя Чандни ждет ребенка. Решив оставить поиски Сонии, Сунил предложил Чандни назваться её мужем и дать имя её ребёнку, чтобы спасти от позора. Так для всех они стали супругами, не будучи таковыми на самом деле.
Сунил уговаривает Сонию остаться, он по-прежнему любит её и хочет быть отцом своему сыну. Когда Чандни с отцом уезжают из города, Сунил и Сония проводят ночь в домике для гостей. Неожиданно вернувшаяся Чандни начинает что-то подозревать и, посетив гостевой дом, обнаруживает доказательства связи её мужа и подруги. В расстроенных чувствах она прогоняет Сонию.
Тем временем обеспеченные жители города предлагают Сунила на пост мэра. Он делает попытку отказаться, но его не слушают. После вечеринки по случаю избрания Сунил интересуется у Чандни, где Сония и Ринку. Та показывает, что ей всё известно и обвиняет мужа в легкомыслии, не допустимом для уважаемого человека. Сунилу приходится рассказать ей правду о том, что Сония — его настоящая жена. Поняв всё, Чандни находит Сонию и зовёт её назад.
Новый полицейский инспектор узнает в Сундхире осужденного за убийство Сунила и объявляет об этом на церемонии вступления в должность мэра. В качестве доказательств он требует от Сонии признать в Сундхире своего мужа. Но та всё отрицает и говорит, что её муж умер, а она — вдова. Однако Сунил, видя боль своей жены, во всём признается.

## В ролях
- Шармила Тагор — Сония Кохли
- Раджеш Кханна — Сунил Кохли / Судхир
- Ракхи Гулзар — Чандни
- Бэби Пинки — Пинки, дочь Чандни
- Мастер Раджу[англ.] — Ринку, сын Сонии
- Манмохан Кришна — Дживан, отец Чандни
- Прем Чопра — Дхирадж Капур
- Мадан Пури[англ.] — К. С. Кханна, дядя Сонии, адвокат
- Ачала Сачдев — Малти Кханна, тетя Сонии
- Ифтекар[англ.] — инспектор Сингх
- Хари Шивдасани[англ.] — Джагдиш Капур
- А. К. Хангал[англ.] — прокурор / судья
- Кадер Хан — прокурор
- Джагдиш Радж — Рам Сингх, водитель
- Падма Кханна — танцовщица

## Саундтрек
Все тексты написаны Сахиром Лудхиянви.
| №  | Название                      | Исполнитель                    | Длительность |
| -- | ----------------------------- | ------------------------------ | ------------ |
| 1. | «Mere Dil Mein Aaj Kya Hai»   | Кишор Кумар                    | 4:19         |
| 2. | «Ab Chahe Ma Roothe Yaa Baba» | Кишор Кумар, Лата Мангешкар    | 4:38         |
| 3. | «Hum Aur Tum Tum Aur Hum»     | Кишор Кумар, Лата Мангешкар    | 3:37         |
| 4. | «Jab Bhi Jee Chahe»           | Лата Мангешкар                 | 4:20         |
| 5. | «Main To Kuchh Bhi Nahin»     | Раджеш Кханна                  | 2:32         |
| 6. | «Ni Mein Yaar Manana Ni»      | Лата Мангешкар, Мину Пуршоттам | 5:34         |
| 7. | «Hawa Chale Kaise»            | Лата Мангешкар                 | 5:19         |

## Награды и номинации
- Filmfare Award за лучшую режиссуру — Яш Чопра
- Filmfare Award за лучшую женскую роль второго плана — Ракхи Гулзар
- Номинация на Filmfare Award за лучшую мужскую роль — Раджеш Кханна
- Номинация на Filmfare Award за лучшую музыку к фильму — Лаксмикант-Пьярелал[англ.]
- Номинация на Filmfare Award за лучший мужской закадровый вокал — Кишор Кумар за исполнение песни «Mere Dil Mein Aaj»

## Дополнительные факты
- Часть съемок фильма проходила в Симле, в частности, недалеко от отеля Chail Palace[5]
- В преддверии выхода последнего фильма Яша Чопры «Пока я жив» ходили слухи, что он будет ремейком «Камня на сердце»[6].
- Это бы первый фильм снятый Чопрой самостоятельно, после выхода из-под крыла своего брата. Чтобы обеспечить фильму успех, Яш запустил широкую рекламную кампанию. Главный её слоган «a poem of love» впоследствии стал частью англоязычного названия фильма[7].
- Шансы фильма на успех в прокате рассматривались скептически из-за спорной сюжетной линии, по которой главный герой живёт фактически с двумя жёнами. К тому же последние восемь фильмов, исполняющего главную мужскую роль, Раджеша Кханны провалились в прокате. Однако фильм оказался настолько популярным, что через неделю после выхода пришлось удвоить количество выпущенных копий[8].